# Lightcycle
Die Lightcycle Retourlogistik und Service GmbH ist eine in München ansässige, von deutschen Lichtherstellern gegründete Non-Profit-Organisation für die Rücknahme von Altlampen und Elektroaltgeräten.

## Aufgabe
Die Gesellschaft betreibt ein Rücknahmesystem für ausgediente Leuchtmittel (LED- und Gasentladungslampen) und führt die eingesammelten Altlampen dem fachgerechten Recycling zu. Darüber hinaus bietet Lightcycle Vertreibern und Herstellern Services zur Erfüllung des ElektroG (Gesetz über das Inverkehrbringen, die Rücknahme und die umweltverträgliche Entsorgung von Elektro- und Elektronikgeräten) und sensibilisiert durch Aufklärungsarbeit Verbraucher für die fachgerechte Entsorgung von LED- und Energiesparlampen.
Am Ende ihres Lebenszyklus dürfen LED- und Gasentladungslampen entsprechend dem Elektrogerätegesetz (ElektroG) nicht im Hausmüll entsorgt werden, sondern müssen einer getrennten Entsorgung zugeführt werden. Die genannten Lampen enthalten elektronische Bauteile sowie teilweise in sehr geringfügigen Mengen Quecksilber, so dass die getrennte Sammlung sowohl dem Schutz der Umwelt als auch der Schonung wichtiger Ressourcen dient. 2017 sammelte Lightcycle 7.347 Tonnen Altlampen und führte diese einer fachgerechten Verwertung zu.
Seit 2006 verpflichtet das ElektroG die Hersteller zur Rücknahme und Entsorgung ihrer Altprodukte. Mitte 2018 traten Änderungen des ElektroG in Kraft.
Die Produktrücknahme von LED- und Gasentladungslampen erfolgt derzeit über drei Wege:
1. Kleinmengen (haushaltsübliche Mengen) können an den Sammelstellen der Kommunen (z. B. an Wertstoffhöfen) und des Handels abgegeben werden.
2. Großmengen (ab 50 Stück) können an über 350 Lightcycle-Großmengen-Sammelstellen privater Entsorger abgegeben werden.
3. Mengen ab einer Tonne pro Jahr (ca. 5.000 Lampen) werden von Lightcycle direkt abgeholt.

2018 gibt es über 8.500 Abgabestellen für Altlampen in Deutschland, die unter www.sammelstellensuche.de aktiv kommuniziert werden.

## Rückgabepflichtige Lampentypen
Folgende Altlampen (Leuchtmittel) sind nach ElektroG rückgabepflichtig:
- LED-Lampen (sog. LED-Retrofit-Leuchtmittel), inkl. LED-Röhren und LED-Fadenlampen
- stabförmige Leuchtstofflampen
- Kompaktleuchtstofflampen, inkl. Energiesparlampen
- Entladungslampen einschließlich Hochdruck-Natriumdampflampen und Metalldampflampen sowie Niederdruck-Natriumdampflampen
- Speziallampen

## Herstellerrücknahmesystem
Die Rücknahme von Altlampen unterscheidet sich wesentlich von der anderer Elektroaltgeräte. So sind die Entsorgungskosten für Altlampen im Verhältnis zu den Herstellungskosten sehr hoch. Negativ wirken sich hier vor allem das sehr geringe Produktgewicht und die großen Transportvolumina aus.
Vor dem Hintergrund einer kartellrechtlich bedingten Trennung von Logistik- und Verwertungsleistungen wurde den Lampenherstellern in Deutschland der Aufbau eines gemeinsamen Rücknahmesystems erlaubt. Dadurch können Synergien in der Kommunikation, der Sammlung und im Transport genutzt und Ressourcen geschont werden.

## Logistikkonzept
Die bundesweite Rücknahme erfolgt in acht Logistikgebieten. Die hierzu beauftragten Logistikunternehmen erbringen folgende Leistungen:
- Bereitstellung und Abholung von Sammelbehältern für kommunale Übergabestellen, ergänzende Sammelstellen und sonstige gewerbliche Abfallerzeuger
- Transport der Altlampen in die jeweils von den Verwertungskonsortien beauftragten Verwertungsanlagen

## Elektro-Altgeräte Garantie GmbH (EAG)
Die Elektro-Altgeräte Garantie GmbH (EAG) bietet als 100-%-Tochter von Lightcycle ein kollektives Garantiesystem zur Stellung von Garantien für die Registrierung von Herstellern und Importeuren bei der Stiftung EAR (Elektro-Altgeräte-Register) für alle Gerätearten an. Die Garantien sind von Herstellern und Importeuren vor Inverkehrbringung der Elektrogeräte nach §7 ElektroG gegenüber der Stiftung nachzuweisen. Die EAG übernimmt diese Aufgabe und bietet zusätzlich Services wie z. B. die Registrierung, Mengenmitteilungen und die Datenpflege beim Elektro-Altgeräte Register (stiftung ear) an.